# Auguste Reynaert

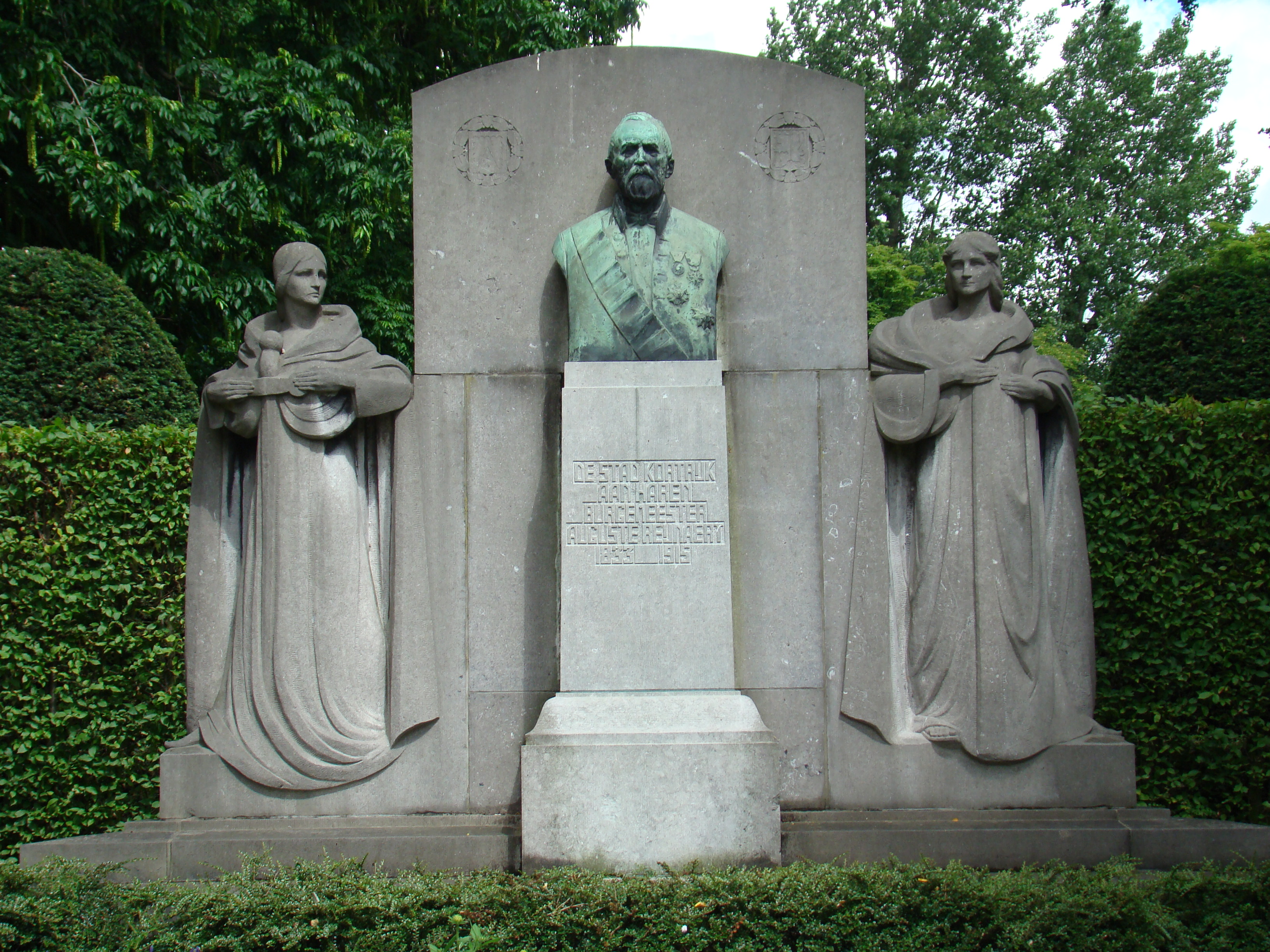
Standbeeld ter ere van burgemeester Auguste Reynaert in het Kortrijkse Koningin Astridpark

Auguste Ghislain Reynaert (Anzegem, 14 november 1833 - Kortrijk, 22 juli 1915) was een Belgisch volksvertegenwoordiger en burgemeester voor de Katholieke Partij.

## Levensloop
Reynaert was een zoon van notaris Yvon Reynaert en van Sophie Abbeel. Hij trouwde met Esther Descamps, een kleindochter van de Kortrijkse burgemeester Leonard Pycke. Zij waren de ouders van Ernest Reynaert. Hij promoveerde tot doctor in de wijsbegeerte en letteren (1855) en tot doctor in de rechten (1858) aan de Katholieke Universiteit Leuven. Hij vestigde zich als advocaat in Kortrijk. Hij behoorde er tot de vrienden van de dichter Guido Gezelle.
In 1864 werd Reynaert verkozen tot katholiek volksvertegenwoordiger voor het arrondissement Kortrijk en vervulde dit mandaat tot in 1910. Hij werd tot gemeenteraadslid van Kortrijk verkozen bij de verkiezingen van 1866 en werd burgemeester benoemd in 1885, een ambt dat hij zou uitoefenen tot aan zijn dood.
Onder het burgemeesterschap van Auguste Reynaert kende Kortrijk talrijke ingrijpende uitbreidings- en verfraaiingswerken, waardoor hij sterk zijn stempel op de stad gedrukt heeft. Zo werd onder zijn bewind werk gemaakt van een nieuw rioleringssysteem, werden talrijke monumenten grondig gerestaureerd (bijvoorbeeld de Lakenhallen op het huidige Schouwburgplein) en werden nieuwe belangrijke gebouwen ingehuldigd (bijvoorbeeld het centrale postkantoor op de hoek van de Graanmarkt en de Grote Markt). Daarnaast liet Reynaert ook de petite ceinture de boulevards aanleggen, de latere kleine stadsring R36, en liet hij tal van ongezonde beluiken slopen. In de wijk Overleie gaf dit laatste aanleiding tot de aanleg van het Volkspark, later het Koningin Astridpark gedoopt. In dat park werd een monument ter ere van Reynaert ingehuldigd. De Kleine Hallenstraat werd later herdoopt tot Burgemeester Reynaertstraat.

## Publicaties
- La loyauté d'un libre-penseur. Lettre à M. Henri Bergé, professeur à L'Université de Bruxelles, membre de la Chambre des Représentants, Brussel, Kortrijk, 1870.
- Histoire de la discipline parlementaire, 2 volumes, Parijs, 1884.